# Bupleurum canescens
Bupleurum canescens là một loài thực vật có hoa trong họ Hoa tán. Loài này được Schousb. mô tả khoa học đầu tiên năm 1800.